# Hôtel Marski
L’hôtel Marski (en finnois : Hotelli Marski) ou  Marski by Scandic est un hôtel du quartier de Kamppi à Helsinki en Finlande.

## Description
L'hôtel Marski est situé à l'adresse Mannerheimintie 10.
Conçu en 1961 par l'architecte Einari Teräsvirta, le bâtiment de neuf étages a été construit pour Arctia Oy, une filiale d'Alko.
L'hôtel a pris la place d'un immeuble résidentiel construit en 1877 pour Nikolai Kiseleff (fi) et conçu par Frans Anatolius Sjöström.
Le nom Marski, ainsi que le nom de la rue Mannerheimintie le long de laquelle se trouve l'hôtel, fait référence au Carl Gustaf Emil Mannerheim.

## Histoire
L'hôtel Marski a été ouvert le 1er février 1962. A cette époque, l'hôtel comptait 58 chambres situées aux sixième et septième étages de la immeuble. Aux étages inférieurs se trouvaient le restaurant, le grand magasin Otra, accessible par un escalier mécanique, et les bureaux de la Kansallis-Osake-Pankki (KOP).
Le huitième étage a été loué à la compagnie pétrolière Shell.
Le nombre de chambres d'hôtel a augmenté dans les années 1970 et 1990 à mesure que l'hôtel s'etendait dans d'autres bâtiments de l'îlot urbain.
Les meubles de l'hôtel et du restaurant ont été conçus, entre-autres, par Ilmari Tapiovaara.
L'hôtel Marski a longtemps été un lieu de rencontre pour l'élite politique finlandaise, et le président Urho Kekkonen, entre autres, y était un invité régulier.
Jusque dans les années 1980, le bâtiment abritait le club M-klubi (fi), ouvert uniquement aux membres du club. En outre, le bâtiment abritait le Club international de la presse d'Helsinki (fi), fondé par l'Association des journalistes d'Helsinki en 1962.
En 2010, avec le fonds de pension d'Alko a  vendu l'hôtel au fonds de pension de Valio.
L'hôtel comptait alors 222 chambres.
L'hôtel a été rénové entre 2018 et 2019 et a rouvert ses portes au début de l'été 2019.
L'hôtel compte désormais un total de 363 chambres,.
La cafétéria Kahvila 7.01 située au rez-de-chaussée de l'hôtel, porte le nom de Mannerheim, connu comme un homme ordinaire.
Mannerheim voulait boire son café du matin exactement une minute après sept heures du matin.

## Galerie

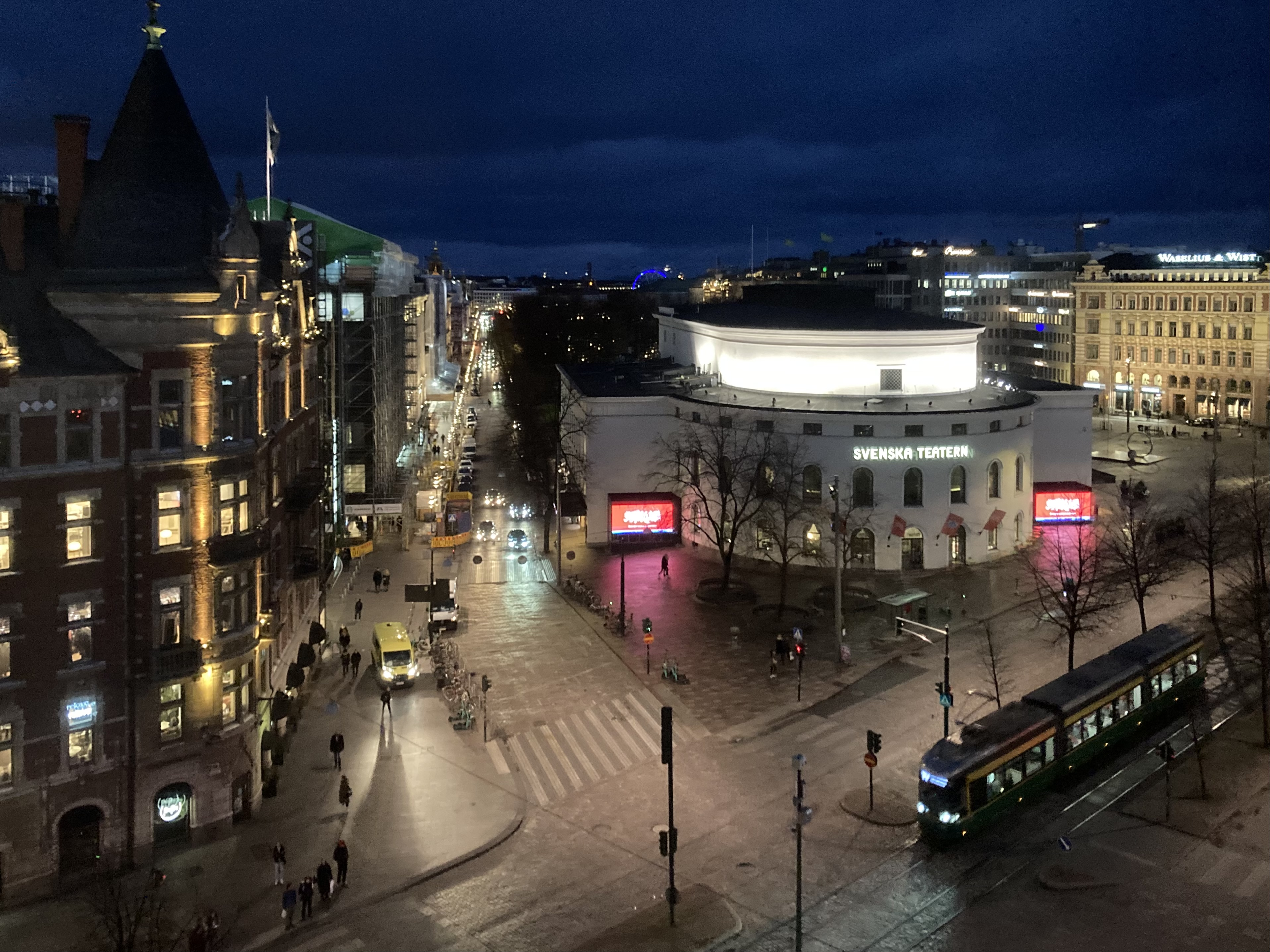
Pohjoisesplanadi vue de l'hôtel Marski.